# Worship (альбом Hypocrisy)
Worship — тринадцатый студийный альбом шведской дэт-метал группы Hypocrisy, вышедший 26 ноября 2021 года на лейбле Nuclear Blast. Он является первым студийным релизом коллектива за восемь лет с момента выхода предыдущего альбома End of Disclosure (2013). Также Worship — последняя запись группы с ударником Рейдаром Хоргхагеном, игравшим в Hypocrisy с 2004 по 2022 годы.. Тематика альбома посвящена инопланетянам и теориям заговора, что отчасти прослеживается на обложке авторства Блейка Армстронга.

## Список композиций
| №                   | Название                     | Длительность |
| ------------------- | ---------------------------- | ------------ |
| 1.                  | «Worship»                    | 4:43         |
| 2.                  | «Chemical Whore»             | 5:19         |
| 3.                  | «Greedy Bastards»            | 4:03         |
| 4.                  | «Dead World»                 | 4:09         |
| 5.                  | «We're the Walking Dead»     | 5:19         |
| 6.                  | «Brotherhood of the Serpent» | 4:23         |
| 7.                  | «Children of the Gray»       | 5:16         |
| 8.                  | «Another Day»                | 3:11         |
| 9.                  | «They Will Arrive»           | 4:25         |
| 10.                 | «Bug in the Net»             | 4:51         |
| 11.                 | «Gods of the Underground»    | 4:48         |
| Общая длительность: | Общая длительность:          | 50:27        |

## Участники записи
- Петер Тэгтгрен — вокал, гитары, продюсирование, сведение
- Микаэль Хэдлунд — бас-гитара
- Рейдар «Хорг» Хоргхаген — ударные